# Mathieu Michel (football)
Pour les articles homonymes, voir Mathieu Michel et Michel.
Mathieu Michel, né le 4 septembre 1991 à Nîmes, est un footballeur français qui évolue au poste de gardien de but au Montpellier HSC.

## Biographie

### Enfance et débuts
Mathieu Michel naît le 4 septembre 1991 à Nîmes dans le Gard. Originaire de Redessan et issu d'une famille de gardiens de but, Michel commence le football à l'Olympique Club Redessan, et évolue au poste de gardien de but dès sa première année. Son père Jean-Luc et son grand-père sont des anciens joueurs amateurs, ayant évolué à Saint-Christol-lès-Alès occupant le même poste .

### Nîmes Olympique
Il intègre le Nîmes Olympique en 1999, deux années après avoir rejoint son premier club. Il gravit les échelons juniors avant de signer son premier contrat professionnel pour une durée de trois saisons lors de la saison 2012-2013, où il est considéré comme troisième choix derrière Haidar Al-Shaïbani et Cyrille Merville. Il effectue, à l'instar de l'année précédente, l'intégralité de la saison avec l'équipe réserve en CFA2 avec qui il dispute la finale de la Coupe Gard-Lozère.
La saison 2013-2014 voit le départ du gardien canadien Al-Shaïbani, quittant Nîmes pour rejoindre Le Puy Foot 43 Auvergne. Celui-ci permet ainsi à Nîmes, alors sous les commandes de l'entraîneur Victor Zvunka, de voir Merville conserver le poste de titulaire et Michel de devenir le gardien remplaçant de l'équipe première. Le 6 août 2013, Michel dispute son premier match de sa carrière chez les professionnels à l'occasion du premier tour de la Coupe de la Ligue face au Stade lavallois (victoire 1-0). Il revient au poste de titulaire dix-sept jours plus tard lors de la quatrième journée de Ligue 2 face au Tours FC, Merville étant suspendu. Cependant, Michel encaisse à cette occasion trois buts dont un doublé de Billy Ketkeophomphone (défaite 3-1). Toujours en tant que titulaire, il disputera lors de cette saison le dernier match de championnat ainsi que les deux autres rencontres en Coupe de France et Coupe de la Ligue.
Avant le début de la saison 2014-2015, les dirigeants nîmois décident de ne pas renouveler le contrat de Cyrille Merville, laissant ce dernier rejoindre l'US Créteil-Lusitanos. Mathieu Michel se voit ainsi obtenir le poste de titulaire par José Pasqualetti. Gauthier Gallon, également formé au club, devient son remplaçant. En janvier 2015, le président nîmois Christian Perdrier décide de prolonger le contrat de Michel jusqu'en juin 2018, voyant en lui « un joueur qui a des valeurs humaines et de travail ». Preuve de sa régularité durant cette saison, il obtient une deuxième place au classement des Étoiles France Football parmi les gardiens de Ligue 2 en obtenant une note moyenne de 5,92, devancé par le portier niortais Paul Delecroix. La saison suivante, il confirme son statut de titulaire en participant à 37 rencontres de championnat. Prenant part au maintien de son club (parti avec un handicap de 8 points), il se voit alors distingué d'une nomination aux trophées UNFP dans la catégorie Meilleur gardien de Ligue 2 de la saison 2015-2016 que le dijonnais Baptiste Reynet remporte.

### Angers SCO

#### Saison 2016-2017
Après avoir commencé la saison 2016-2017 dans son club formateur, il rejoint mi-août le SCO d'Angers qui cherche un nouveau portier à la suite de la blessure d'Alexandre Letellier. Il est titulaire une grande partie de la saison, débutant 22 des 31 rencontres de championnat, avant de devoir faire face au retour de blessure de Letellier. Il ne débute alors qu'une seule des sept dernières confrontations en Ligue 1. Le bilan de Michel en Ligue 1 est de 23 matchs pour 11 victoires, 4 nuls et 8 défaites.
En Coupe de France, le SCO atteint la finale, opposé au PSG. S'il n'y participe pas, il prend part aux 1/32 de finale face à l'US Granville (2-1), aux 1/16 face à Caen (3-1) et aux 1/8 de finale face au CA Bastia (1-0).

#### Saison 2017-2018
Toujours doublure de Letellier pour ce nouvel exercice, Michel profite de l'absence de ce dernier, dans l'attente de la naissance d'un nouveau-né, pour disputer son premier match de la saison lors de la 9e journée de Ligue 1 lors d'un déplacement à Caen (victoire 0-2). Malgré le retour de son coéquipier, il conserve sa place dans les buts angevins avant d'être touché au genou lors d'un déplacement à Troyes (14e journée, défaite 3-0), une blessure le privant de compétition pendant plusieurs semaines.

### AJ Auxerre
Mathieu Michel rejoint l'AJ Auxerre dans les dernières heures du mercato estival 2018-2019 afin de pallier la mise à l'écart de Zacharie Boucher. Il dispute son premier match de championnat sous ses nouvelles couleurs le 21 septembre 2018 lors de la réception de l'AC Ajaccio (8e journée, 0-0). Deux mois plus tard, il est victime d'un arrachement osseux à un poignet et doit observer six semaines d'arrêt. Sur les sept rencontres qu'il a alors disputé en Ligue 2, il a gardé sa cage inviolée à quatre reprises. Il retrouve sa place dans les bois de l'AJA le 1er février 2019 face au Red Star (23e journée, 0-0) et conclut sa première saison dans l'Yonne avec 23 titularisations.

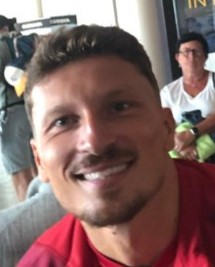
Michel avec l'AC Ajaccio en juillet 2023.

Il ne manque qu'une rencontre de championnat lors de la saison 2019-2020, la 28e journée, avant que celle-ci ne soit suspendue à cause de la pandémie de Covid-19.
Il n'entre plus dans les plans de Jean-Marc Furlan pour l'exercice 2020-2021, passant de numéro 1 à numéro 3 dans la hiérarchie derrière Donovan Léon et Sonny Laiton. Le 5 octobre 2020, il rejoint le Chamois niortais FC, palliant le départ de Saturnin Allagbé vers Dijon. À la suite d'une mauvaise réception lors de la victoire face à Toulouse (30e journée, victoire 1-0), il est victime d'une rupture du ligament croisé antérieur du genou droit.
Montpellier HSC
Le 25 Juin 2025, Mathieu Michel s’engage au MHSC libre de tout contrat.

## Statistiques
| Saison                | Club                  | Championnat           | Championnat | Championnat | Coupe nationale | Coupe nationale | Coupe de la Ligue | Coupe de la Ligue | Total | Total |
| Saison                | Club                  | Division              | M.          | B.          | M.              | B.              | M.                | B.                | M.    | B.    |
| 2013-2014             | Nîmes Olympique       | Ligue 2               | 2           | 0           | 1               | 0               | 2                 | 0                 | 5     | 0     |
| 2014-2015             | Nîmes Olympique       | Ligue 2               | 38          | 0           | -               | -               | 1                 | 0                 | 39    | 0     |
| 2015-2016             | Nîmes Olympique       | Ligue 2               | 37          | 0           | -               | -               | -                 | -                 | 37    | 0     |
| 2016-2017             | Nîmes Olympique       | Ligue 2               | 2           | 0           | -               | -               | -                 | -                 | 2     | 0     |
| Sous-total            | Sous-total            | Sous-total            | 79          | 0           | 1               | 0               | 3                 | 0                 | 83    | 0     |
| 2016-2017             | Angers SCO            | Ligue 1               | 23          | 0           | 3               | 0               | -                 | -                 | 26    | 0     |
| 2017-2018             | Angers SCO            | Ligue 1               | 7           | 0           | 1               | 0               | -                 | -                 | 8     | 0     |
| Sous-total            | Sous-total            | Sous-total            | 30          | 0           | 4               | 0               | -                 | -                 | 34    | 0     |
| 2018-2019             | AJ Auxerre            | Ligue 2               | 23          | 0           | -               | -               | -                 | -                 | 23    | 0     |
| 2019-2020             | AJ Auxerre            | Ligue 2               | 27          | 0           | -               | -               | -                 | -                 | 27    | 0     |
| Sous-total            | Sous-total            | Sous-total            | 50          | 0           | -               | -               | -                 | -                 | 50    | 0     |
| Total sur la carrière | Total sur la carrière | Total sur la carrière | 159         | 0           | 5               | 0               | 3                 | 0                 | 167   | 0     |

### Palmarès
Il est finaliste de la Coupe de France en 2017 avec le SCO d'Angers.